# 減圧フライ
減圧フライは野菜類、果物類の乾燥方法の一種で真空フライ、Vacuum Frying、VFとも呼ぶ。

## 沿革
1975年頃に台湾で黎維槍がバナナ、パイナップルのチップを減圧フライにより製造・販売を始めた。ほぼ同時期に日本のメーカーがフィリピンでバナナチップの製造を試行したが定着しなかった。1982年に黎維槍が来日し技術を複数の食品メーカーと食品機械メーカーに有償で公開した。現在の国内技術はこの系譜に属する。

## 技術
原料は適当な形状に裁断する。野菜類はボイル、または蒸煮する。果実類は加熱しない。芋類を除いて麦芽糖、デキストリン等の水溶液に浸漬する。次いで植物油中でゲージ圧600-1400 Pa程度の減圧下、70-90℃程度で水分率5%以下程度にフライ乾燥する。減圧下の遠心分離、または常圧下に熱風雰囲気下の遠心分離で脱油する。20~30%程度の油を含む。原料の色彩と風味を保持しサクサクした食感に特徴がある。

## 製品
スナックのポテトスティック、即席カップ麺具材のポテトダイスが大量に生産されている。過去にサツマイモチップが大規模に販売されたが現在は製造されていない。果物では青森県、山形県のリンゴチップが有名である。他にバナナ、パイナップル、マンゴー、カボチャ、サヤインゲン、タマネギ、ゴボウ、人参、ゴーヤ、オクラなどの製品があるが、中国他からの輸入品が多い。

## その他
常圧下のフライは製品中に発ガン性のアクリルアミドを生成するが、減圧フライではその心配がない。現在一般的に販売されているバナナチップは常圧フライによるものでフィリピンの発祥になる。